# Алисов, Михаил Александрович
Михаи́л Алекса́ндрович Али́сов (1859—1933) — русский и советский художник, пейзажист и маринист.

## Биография
Родился 30 апреля (12 мая по новому стилю) 1859 года в Харькове.
Данных о его жизни немного. Предполагается, что начальное художественное образование получил в частной школе рисования и живописи, открытой в Харькове в 1869 году М. Д. Раевской-Ивановой. В 1887—1889 годах учился в Императорской Академии художеств у Ю. Ю. Клевера. Затем переехал в Крым, работал в Феодосии под началом И. К. Айвазовского.
В 1900 году Алисов выставлялся в Астрахани, в 1910 — в Екатеринославе. В 1914 году М. А. Алисов стал одним из членов-учредителей художественного кружка в Ялте. В 1900, 1902 и 1903 годах прошли персональные выставки художника, все в Харькове под эгидой Товарищества харьковских художников.
В 1912 году в Ялте была выпущена серия открыток с работами Михаила Алисова, представляющими разнообразные виды крымской флоры.
Алисов сотрудничал и с Товариществоv южнорусских художников (Одесса), в 1913—1914 гг. участвовал в выставках Севастопольского художественного кружка «Среда».
Недостаточно сведений о точной дате и месте его кончины: считается, что он умер в 1933 году в Ялте, где на старом ялтинском городском кладбище сохранился памятник с надписью: «Художник Алисов Михаил Александрович. 5.1.1860—15.06.1933. Маринист, лучший ученик Айвазовского. От коммунхоза, 1960 г.». Однако словарь «Художники народов СССР» указывает 1859 год рождения и не имеет данных о дате смерти.

## Работы
Михаил Александрович работал преимущественно в пейзажном жанре. Многие полотна Алисова представляют собой виды Крыма и родной Харьковщины: «Ялта», «Феодосийская бухта», «Туман» (все 1889), «Крым. Берег моря» (конец XIX века), «Река Уда возле Основы» (1900), «Железнодорожное полотно» (1902) и др. Его произведения находятся в Харьковском, Тульском, Нижегородском, Тверском, Чувашском, Днепропетровском художественных музеях, в Севастопольской картинной галерее и частных собраниях.

## Выставки
В 2017 году в "Центре Искусств. Москва" прошла первая масштабная выставка произведений Михаила Алисова из частной коллекции. К выставке «Алисов – Айвазовский: вдохновленные югом России» был приурочен выход первого подробного исследования жизни и творчества художника.

### Галерея

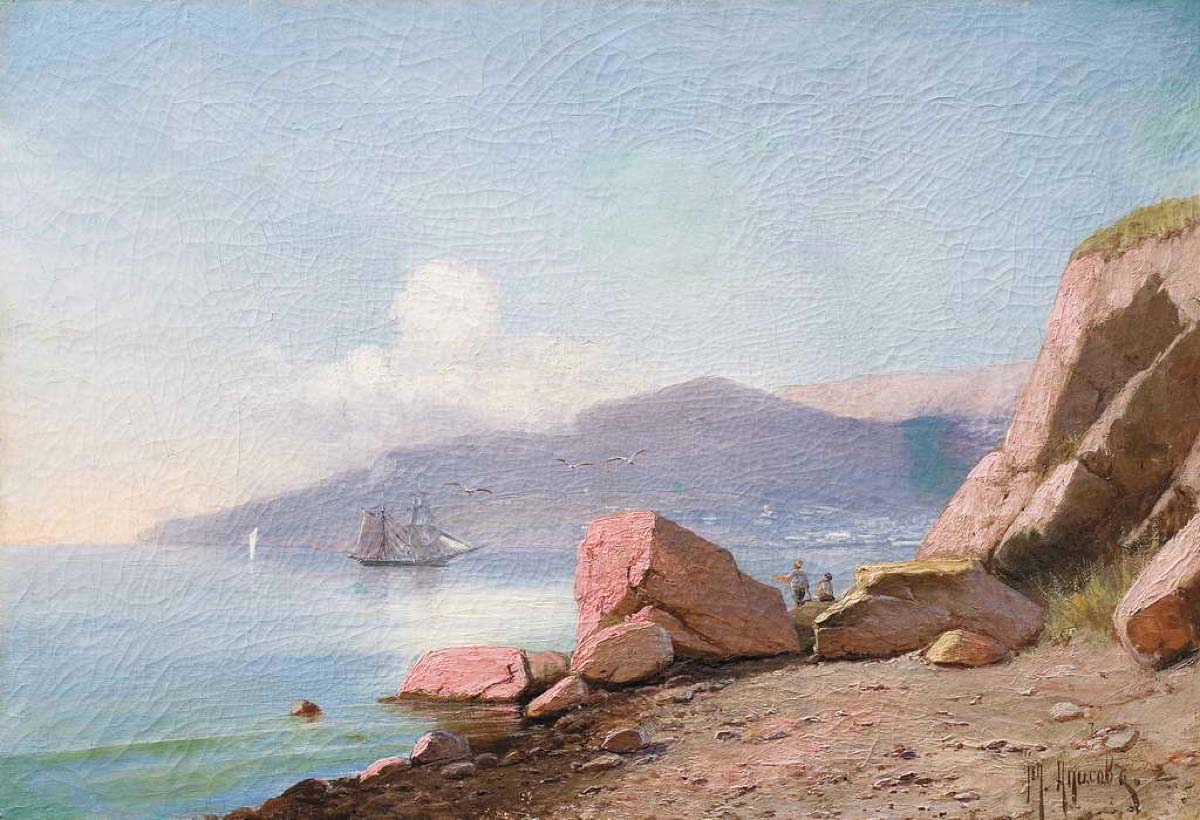
Крымский пейзаж. Аю-Даг
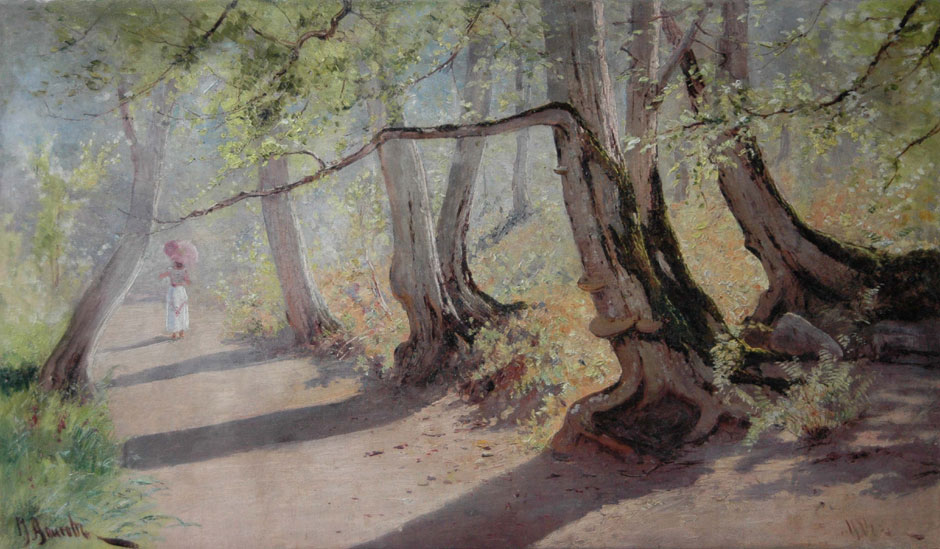
Платановая аллея. 1914
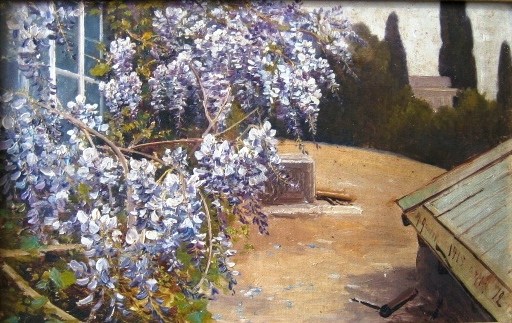
Крымский пейзаж. 1915

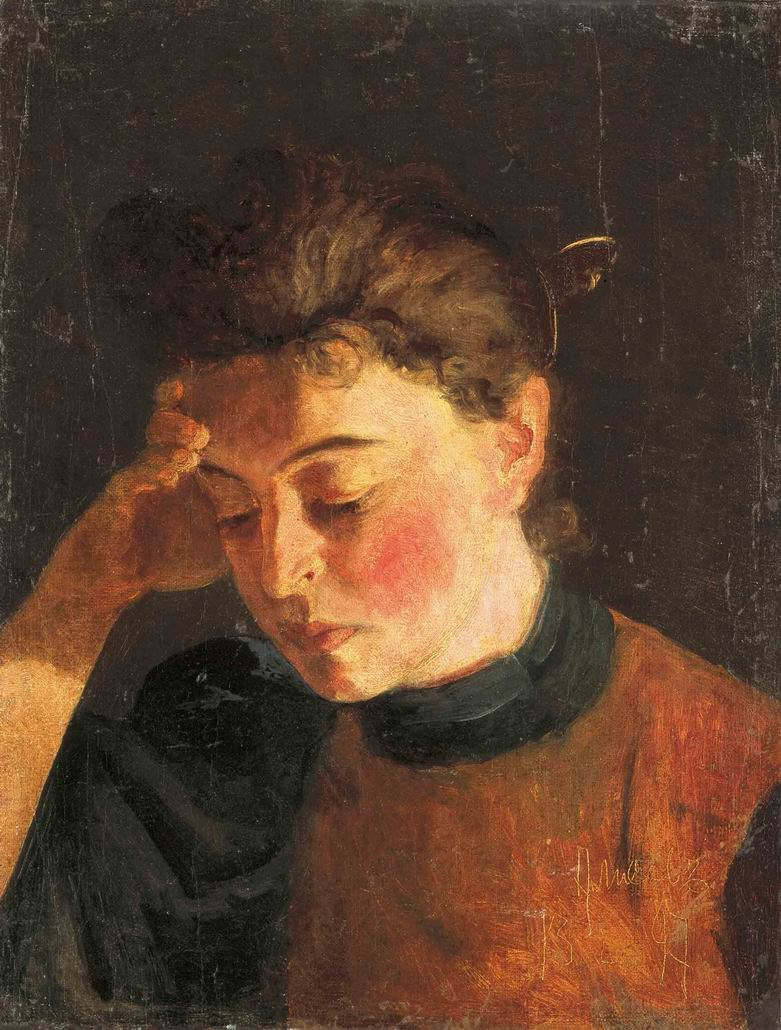
Женский портрет. 1897
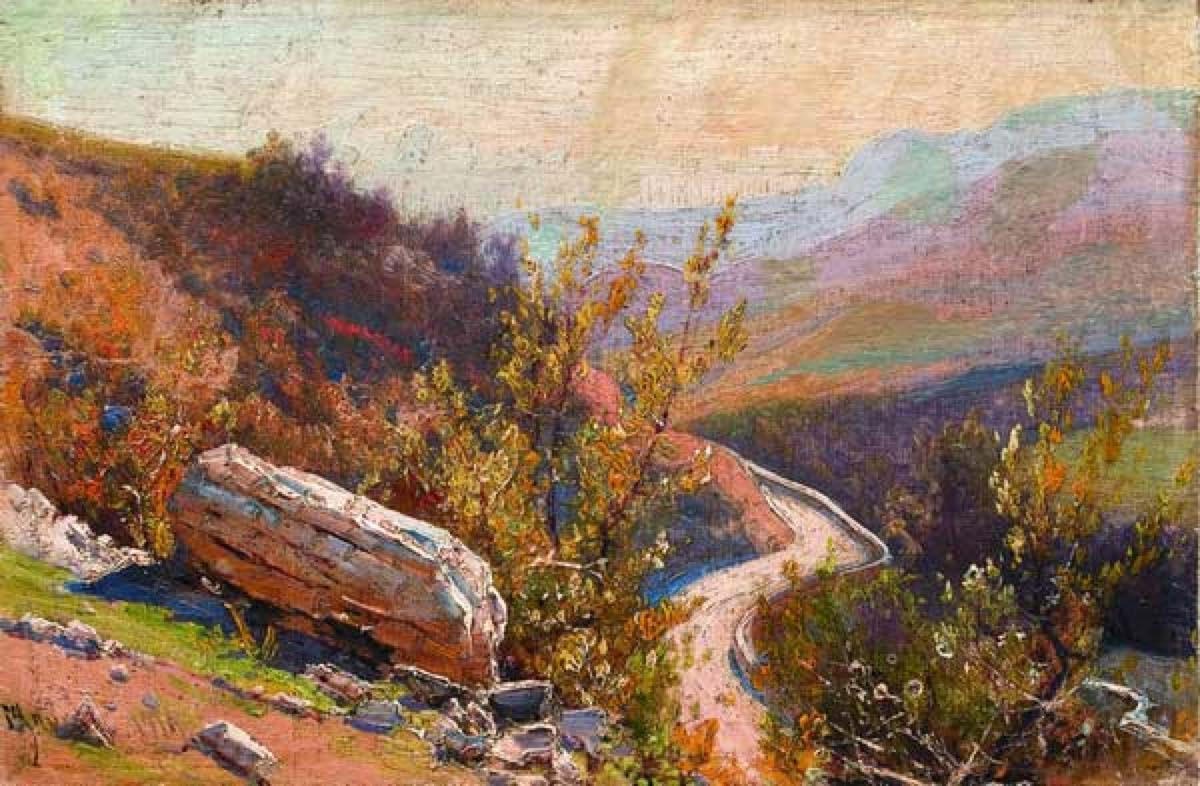
Серпантинная дорога. 1919
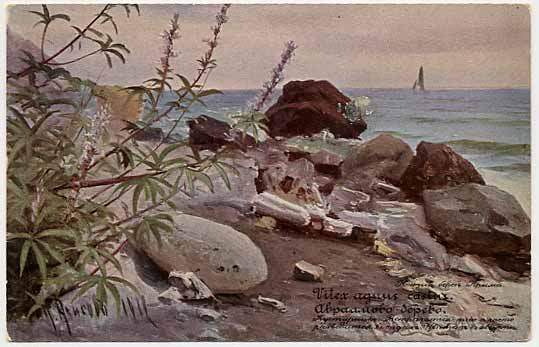
Авраамово дерево. 1912 (открытка)